# Pat McCarran
Patrick Anthony McCarran (ur. 8 sierpnia 1876, zm. 28 września 1954) – amerykański senator z Nevady, wybrany do Senatu z ramienia demokratów. Pełnił swą funkcję od 1933 do 1954 roku. Znany był ze swojego antykomunizmu.
Od jego nazwiska pochodzi nazwa portu lotniczego Las Vegas-McCarran w Las Vegas.